# أندرياس فرانك
أندرياس فرانك (بالمجرية: Frank András)‏ هو رياضياتي مجري، ولد في 3 يونيو 1949 في بودابست في المجر.